# عكرا
عكرا أو أكرا (باليونانية القديمة: Ἄκρα، بالعبرية: חקרא/חקרה، خيكرا) وتعني حصن، كانت موقعاً في القدس يُعتقد أنه ضم قلعة حصينة بناها أنطيوخوس إبيفانيس، حاكم الإمبراطورية السلوقية، بعد نهبه للمدينة في 168 ق.م. استُخدم اسم عكرا أيضاً في وقت لاحق للإشارة إلى حي في المدينة ربما ارتبط بالقلعة المدمرة آنذاك، والمعروف في عصر يوسيفوس (القرن الأول الميلادي) باسم أكرا والمدينة السفلى. لعبت القلعة دوراً هاماً في الأحداث التي أحاطت بثورة المكابيين، والتي أدت إلى تشكيل المملكة الحشمونية. استولى يهوذا المكابي على المدينة العليا، ولجأت الحامية السلوقية إلى عكرا السفلى، وقد تولى سمعان المكابي الملقب باسم «بطسي» مهمة هدمها باعتبارها آخر معقل للسلوقيين داخل القدس. تعتمد معرفة تاريخ عكرا على كتابات يوسيفوس حصرياً تقريباً، والتي تعود إلى تاريخ لاحق، وعلى سفري المكابيين الأول والثاني، اللذين كُتبا بعد فترة قصيرة من الأحداث الموصوفة.
إن موقع عكرا الدقيق داخل القدس، وحتى معنى مصطلح – حصن، أو مجمع محصن داخل المدينة، أو مجمع مع قلعة مرتبطة به – أمر بالغ الأهمية لدراسة القدس الهلنستية، لكنه يظل موضوع جدل مستمر. وحقيقة أن يوسيفوس استخدم الاسم بالتبادل مع «المدينة السفلى» لا يخدم الأمر بالتأكيد. اقترح المؤرخون وعلماء الآثار مواقع مختلفة حول القدس، معتمدين في البداية على الاستنتاجات المستمدة أساساً من الأدلة الأدبية. وقد بدأ هذا النهج يتغير في ضوء الحفريات التي بدأت في أواخر الستينيات. وقد دفعت الاكتشافات الجديدة إلى إعادة تقييم المصادر الأدبية القديمة، وجغرافية القدس، والآثار المكتشفة سابقاً. تجمع أحدث النظريات بين الأدلة الأثرية والأدبية وتفضل المواقع القريبة من جبل الصخرة وجنوبه، ومع ذلك، هناك نظريات بديلة أيضاً.
استُخدم المصطلح اليوناني القديم «أكرا» لوصف المنشآت المحصنة الأخرى خلال الفترة الهلنستية. غالباً ما يُطلق على عكرا اسم عكرا السلوقية لتمييزها عن الإشارات إلى باريس البطلمية [الإنجليزية] باعتبارها عكرا وعن حي مدينة القدس اللاحق الذي ورث اسم عكرا.

## أصل التسمية
عكرا هي الصيغة المختصرة للكلمة اليونانية المستعارة أكروبولي، التي اتخذتها اللغة الآرامية بمعنى «قلعة» أو «حصن».

## تاريخها

### نبذة
فيما يلي الأحداث التي سبقت ثورة المكابيين والتي لعبت فيها عكرا دوراً بارزاً، استناداً مرة أخرى إلى آثار اليهود بالأساس لجوزيفوس وسفري المكابيين الأول والثاني.
تنازعت المملكة البطلمية في مصر والإمبراطورية السلوقية المتمركزة في سوريا وبلاد الرافدين على سوريا الجوفاء عقب وفاة الإسكندر الأكبر في 323 ق.م. أدى انتصار الإمبراطور السلوقي أنطيوخوس الثالث على مصر في معركة بانيوم إلى بسط السلوقيين هيمنتهم على سوريا الجوفاء. كان السكان اليهود في القدس قد ساعدوا أنطيوخوس أثناء حصاره لباريس، القاعدة المحصنة للحامية المصرية في القدس. فكافئ دعمهم بميثاق يؤكد الاستقلال الديني اليهودي، بما في ذلك منع الأجانب والحيوانات النجسة من دخول حرم الهيكل، وتخصيص أموال رسمية للحفاظ على بعض الطقوس الدينية في الهيكل. وقع العديد من اليهود تحت إغراء نمط الحياة اليوناني المرموق والمؤثر وتبنوا عناصر منه، على الرغم من السماح لهم بالحرية الدينية. قدمت الثقافة الإمبراطورية مساراً للتقدم السياسي والمادي، مما أدى إلى تشكيل النخب الهلنستية بين السكان اليهود. أنتجت الهلينة توترات بين اليهود المتدينين وإخوانهم الذين استوعبوا الثقافة اليونانية.

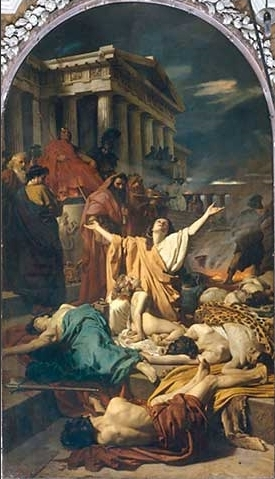
لوحة استشهاد المكابيين (1863) لأنطونيو شيشيري، تصور حلقة من اضطهاد أنطيوخوس الرابع (الجالس) لليهود.

اعتلى أنطيوخوس الرابع إبيفانيس العرش السلوقي في 175 ق.م. بعد ذلك بوقت قصير، قدم ياسون [الإنجليزية] التماساً إلى أبيفانيس لتعيينه في منصب الكاهن الأعظم لبني إسرائيل - وهو المنصب الذي يشغله شقيقه حونيا الثالث [الإنجليزية]. كما وعد ياسون، الذي كان هيلينياً خالصاً شخصياً، بزيادة الجزية التي تدفعها المدينة وإنشاء البنية التحتية داخلها لبوليس يونانية، بما في ذلك جيمنازيوم وإفيبيون [الإنجليزية]. جرت الموافقة على التماس ياسون، ولكن أطاح أنطيوخوس به بعد حكم دام 42 شهراً، وأُجبر على الفرار إلى عمون. في هذه الأثناء، غزا أنطيوخوس الرابع مصر مرتين في 170 ق.م. و169 ق.م. وهزم الجيوش البطلمية. كانت انتصارات أنطيوخوس قصيرة الأمد. وقد أثارت نيته توحيد المملكتين السلوقية والبطلمية توجس الإمبراطورية الرومانية الآخذة في التوسع، فطالبته بسحب قواته من مصر. وقتها انتشرت إشاعة كاذبة في القدس أن أنطوخيوس قُتل بينما يحارب في مصر. وفي ظل حالة الشك التي تلت ذلك، جمع ياسون قوة قوامها 1000 تابع وحاول الاستيلاء على القدس عن طريق المفاجأة. عندما وصلت أخبار الهجوم إلى أنطيوخوس في مصر، على الرغم من صده، فقد اشتبه في أن رعاياه اليهود يستغلون انتكاسته كفرصة للتمرد. زحف أنطيوخوس الرابع إبيفانيس على القدس ونهبها في 168 ق.م. وسلب خزانة المعبد وقتل الآلاف من سكانها. وأصدر مراسم تحظر الشعائر اليهودية التقليدية وتضطهد اليهود المتدينين، على عكس سياسة والده. فتوقفت طقوس الهيكل، وحُظر الاحتفال اليهودي بيوم السبت، كما حُظر الختان.

### تشييدها
وضع أنطيوخوس حامية سلوقية في المدينة، لتعزيز قبضته عليها، ومراقبة الأحداث على جبل الهيكل وحماية الفصيل الهيليني في القدس، :
«وبنوا على مدينة داود سوراً عظيماً متيناً وبروجاً حصينة فصارت قلعة لهم، وجعلوا هناك أمة أثيمة رجالا منافقين، فتحصنوا فيها، ووضعوا فيها السلاح والطعام وجمعوا غنائم أورشليم، ووضعوها هناك فصاروا لهم شركا مهلكا، وكان ذلك مكمنا للمقدس، وشيطاناً خبيثاً لإسرائيل على الدوام.» — سفر المكابيين الأول، الإصحاح الأول، 35-38
اشتُق اسم عكرا من الأكروبوليس اليوناني ويعني مكاناً حصيناً مرتفعاً يطل على المدينة. في القدس، أصبحت الكلمة ترمز إلى الوثنية المعادية لليهود: حصن «الأشرار والآثمين». ولم تحتلها الحامية اليونانية فحسب، بل شغلها حلفاؤهم اليهود أيضاً وهيمنوا على المدينة والمناطق الريفية المحيطة بها.
قوبل القمع السلوقي للحياة الدينية اليهودية بمقاومة كبيرة بين السكان الأصليين. بينما كان أنطيوخوس مشغولاً في الشرق خلال 167 ق.م.، قاد كاهن ريفي، يُدعى متتيا من موديعين، تمرداً ضد الإمبراطورية. فشلت كل من السلطة السلوقية والفصيل الهيليني المحلي في فهم حجم التمرد. استولى يهوذا المكابي على القدس وأعاد تكريس الهيكل في 164 ق.م. على الرغم من سقوط المدينة المحيطة بها، فإن عكرا وسكانها صمدوا. حاصر المكابي القلعة التي أرسل سكانها استغاثة إلى الملك السلوقي (أنطيوخوس الخامس حينها) طلباً للنجدة. فأرسل جيشاً سلوقياً لإخماد التمرد. اضطر المكابي إلى فك حصاره عن عكرا ومواجهة أنطيوخوس في معركة [الإنجليزية]، عندما فرض الأخير حصاراً على بيت زور. وحقق السلوقيون أول انتصار لهم على المكابيين في معركة بيت زكريا [الإنجليزية] اللاحقة، وأُجبر المكابي على الانسحاب. نجت عكرا من الاستسلام، واستمرت كحصن سلوقي لمدة 20 عاماً أخرى، نجت خلالها من عدة محاولات للحشمونيين للإطاحة بالحامية اليونانية..

### تدميرها

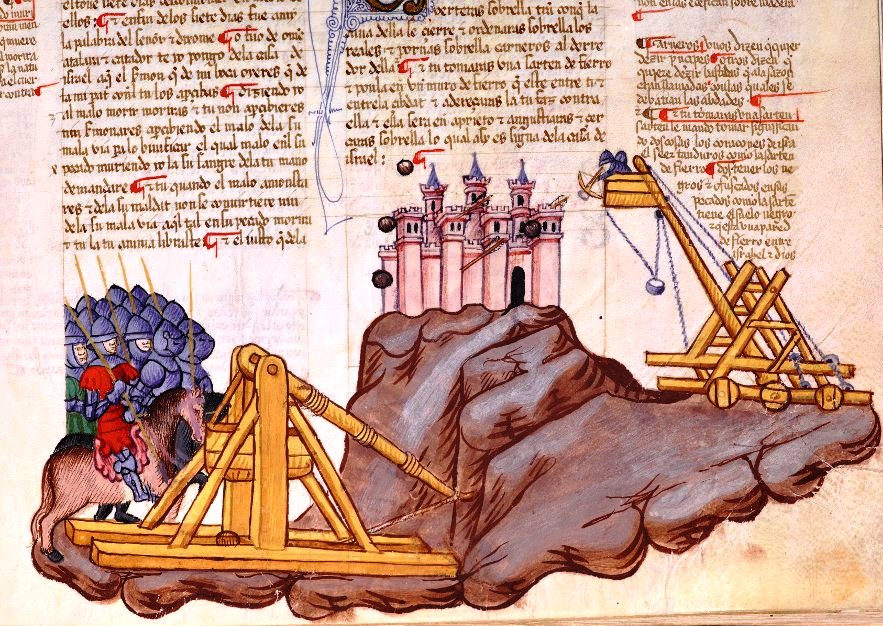
يهوذا يحاصر عكرا (إنجيل ألبا، 1430)

قُتل يهوذا في 160 ق.م. وخلفه أخوه يوناثان، الذي حاول بناء حاجز لقطع خط الإمدادات عن عكرا. كان يوناثان قد جمع بالفعل القوة البشرية اللازمة لهذه المهمة، عندما أُجبر على مواجهة الجيش المتقدم للقائد السلوقي ديودوتس تريفون في بيت شان (سكيثوبوليس). وبعد أن دعا يوناثان إلى اجتماع ودي، أمر تريفون بالقبض عليه وقتله. وخلف يوناثان أخ آخر، هو سمعان، الذي حاصر عكرا واستولى عليها أخيراً في 141 ق.م.
يقدم مصدران معلومات حول مصير عكرا النهائي، على الرغم من تناقض رواياتهما في بعض النواحي. وفقاً ليوسيفوس، دمر سمعان عكرا بعد طرد سكانها، ثم ساوى التل الذي كانت تنتصب عليه لجعلها أدنى من الهيكل، ومحى ذكراها السيئة من المدينة وحرمها على أي محتل مستقبلي للقدس. تذكر الرواية التي ترد في سفر المكابيين الأول صورة مختلفة:
«ورسم [سمعان] أن يعيد ذلك اليوم بسرور كل سنة. ثم حصن جبل الهيكل الذي بجانب القلعة، وسكن هناك هو والذين معه.» — سفر المكابيين الأول، 52:13.
وهكذا لم يهدم سمعان عكرا على الفور وفقاً لهذه النسخة، بل احتلها وربما أقام فيها شخصياً. ولا يذكر سفر المكابيين الأول مصيره النهائي. وقد شُيدت القلعة كنقطة تفتيش داخلية لمراقبة مدينة القدس وسكانها والسيطرة عليهم. ولو كانت تقع في مدينة داود، كما يتفق معظم العلماء، لكان موقعها قد ساهم بالنذر اليسير في دفاعات القدس ضد التهديدات الخارجية. وربما يكون قد توقف استخدامها ونُقضت في نهاية القرن الثاني قبل الميلاد تقريباً بعد بناء قلعة الحشمونيين [الإنجليزية] وقصرهم في مدينة القدس العليا.
يقدم بتسلئيل بار-كوخفا [الإنجليزية] نظرية مختلفة: حيث كانت عكرا لا تزال قائمة في 139 ق.م. عندما طالب أنطيوخوس السابع سيدتس باستعادتها من سمعان، إلى جانب يافا وتل الجزر، وهما مدينتان هيلينيتان استولى عليهما سمعان. كان سمعان على استعداد للتفاوض حول المدينتين لكنه لم يذكر عكرا. ولا بد أنه حسم مصيرها في هذه المرحلة، كوسيلة لحرمان السلوقيين من أي مطالبة أو سيطرة مستقبلية على القدس. وهكذا، عندما أخضع أنطيوخوس السابع المدينة في عهد هيركانوس الأول، لُبيت جميع مطالبه، باستثناء المطلب الخاص بتمركز حامية سلوقية في المدينة. ربما كان هيركانوس قادراً على رفض هذا الطلب، كما أسقط أنطيوخوس هذا المطلب لأنه لم يكن هناك مكان لتأمين الحامية، حيث لم تعد عكرا قائمة. يؤرخ هذا التفسير تدمير عكرا في زمن ما خلال عقد 130 ق.م.

### عكرا خلال الحرب اليهودية الرومانية الأولى
يصف يوسيفوس عكرا، أو «المدينة السفلى»، أثناء اندلاع الحرب اليهودية الرومانية الأولى. حيث يكشف عن الصراع الضروس بين فصيلين يهوديين، أحدهما بقيادة يوحنا الجشي [الإنجليزية] الذي سيطر على جبل الهيكل وجزء من المدينة السفلى، بما في ذلك أوفيل [الإنجليزية] ووادي قدرون، والآخر بقيادة شمعون بن جيورة [الإنجليزية] الذي سيطر على كل من «المدينة العليا» حيث اتخذ مقر إقامته في برج فصائيل [الإنجليزية] قبل أن يهجرها، وجزء من «المدينة السفلى» (عكرا) حتى السور العظيم في وادي قدرون وبركة سلوان. وفي النهاية، عندما استولى الجيش الروماني على المدينة السفلى (عكرا)، أضرم النار في جميع منازلها. كان قصر الملكة هيلينا الحديابية، التي اعتنقت اليهودية، يقع سابقاً في وسط عكرا.

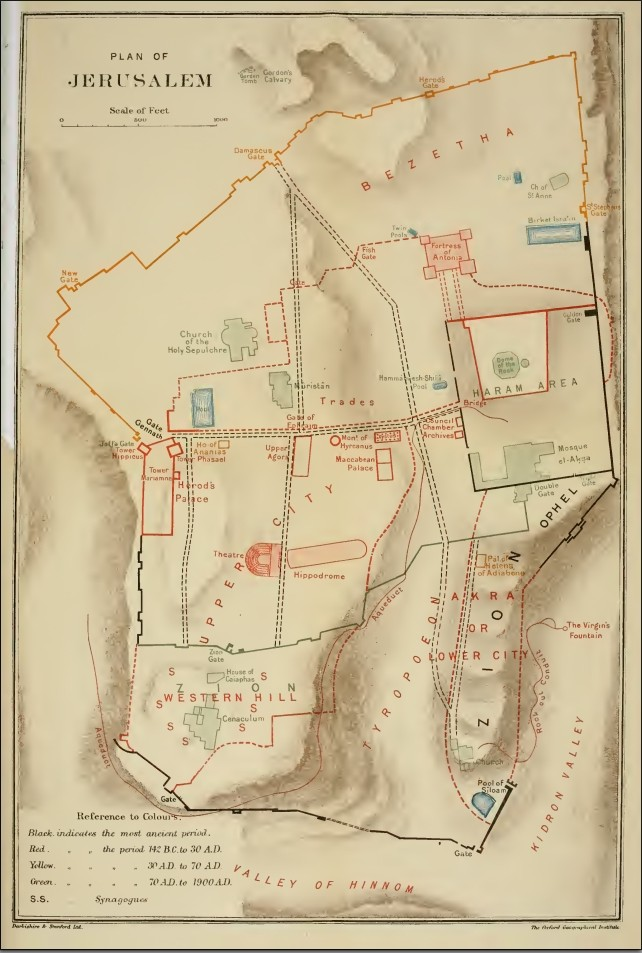
خريطة للقدس ترجع لعام 1903، تحدد منطقة عكرا مع كامل التل الجنوبي الشرقي.

تكمن أهمية موقع البناء المحصن الأصلي المعروف باسم عكرا في فهم كيفية تطور الأحداث في القدس أثناء الصراع بين قوات المكابيين والسلوقيين. لقد كان هذا موضوع جدل بين العلماء المعاصرين. ركز البحث منذ منتصف السبعينيات، على ثلاث مناطق جنوب الموقع المفترض للهيكل الثاني، والذي يتميز بوجود قبة الصخرة حالياً. تقع هذه المناطق من الشمال إلى الجنوب لساحة الهيكل ووقعت فيما بعد ضمن التوسع الهيرودي وهي؛ أوفيل؛ وكامل التل الجنوبي الشرقي المعروف بمدينة داود (وادي حلوة)، والحصن الكائن في طرفها الشمالي.
ومما يزيد الأمور تعقيداً هو حقيقة أن الرواية التي كتبها يوسيفوس عن عكرا يمكن فهمها على أنها اسم لمبنى محصن وكذلك اسم لمنطقة سكنية في القدس خلال فترة وجوده أواخر فترة الهيكل الثاني، والتي سُميت على اسم الحصن. ويطلق على هذه المنطقة أيضاً اسم «المدينة السفلى»، وتتوافق اليوم مع أجزاء من سلوان بما في ذلك مدينة داود وتتميز عن «السوق العليا» (بالعبرية: שוק העליון)، والمعروفة أيضاً باسم «المدينة العليا»، وكذلك مع الضاحية الأحدث المعروفة باسم بزيتا [الإنجليزية] («المدينة الجديدة»). يخبرنا يوسيفوس أن المنطقة المعروفة باسم أكرا (باليونانية القديمة: Ἄκρα) بنيت على تلة على شكل هلال. يفصل «وادي صانعي الجبن» (تيروبيون [الإنجليزية]) تلته عن المنطقة المجاورة المذكورة عند يوسيفوس باسم المدينة العليا.
يقع الوصف القديم الأكثر تفصيلاً لطبيعة عكرا وموقعها في كتاب يوسيفوس، آثار اليهود، حيث وُصفت بأنها كائنة في المدينة السفلى، على تلة تطل على سياج الهيكل:
.. ولما هدم أسوار المدينة شيد قلعة [أكرا باليونانية] في الجزء السفلي من المدينة، لأن هذا المكان كان مرتفعاً، ويطل على الهيكل؛ ولهذا السبب حصنها بأسوار وأبراج عالية، ووضع فيها حامية مقدونية. ومع ذلك، كان يسكن في تلك القلعة القوم الأشرار والآثمين من الجمهور، الذين ثبت أنهم جعلوا المواطنين يعانون من مصائب شتى وأليمة.— يوسيفوس فلافيوس، آثار اليهود 12:252–253
من المقبول أن موقع «الجزء السفلي من المدينة»، والذي يشار إليه في موضع آخر باسم «المدينة السفلى»، في زمن يوسيفوس (القرن الأول الميلادي)، هو التل الجنوبي الشرقي لمدينة القدس، المركز الحضري الأصلي المعروف تقليدياً باسم مدينة داود. ومع ذلك، فإن المنطقة المكشوفة اليوم، الواقعة إلى الجنوب من جبل الهيكل، أدنى بكثير من الجبل نفسه. يبلغ ارتفاع قمة الجبل حوالي 30 م (98 ق) فوق مستوى سطح الأرض عند الجدار الاستنادي الجنوبي المبني ضمن التوسع اللاحق للهيكل في الفترة الهيرودية. ويتناقص الارتفاع إلى الجنوب عند هذه النقطة. كان يوسيفوس، وهو مواطن من القدس، يدرك جيداً هذا التناقض، لكنه مع ذلك كان قادراً على تفسيره من خلال وصف كيف هدم سمعان كلاً من عكرا والتلة التي كانت تقوم عليها. ومع ذلك، فشلت الأبحاث الأثرية جنوب جبل الهيكل في العثور على أي دليل على هدم واسع النطاق مثل هذا. على العكس من ذلك، كشفت الحفريات في المنطقة عن أدلة جوهرية على وجود استيطان منذ بداية الألفية الأولى قبل الميلاد وحتى العصر الروماني، مما يلقي ظلالاً من الشك على الاقتراح القائل بأن المنطقة خلال العصور الهلنستية كانت أكثر ارتفاعاً بكثير مما كانت عليه في زمن يوسيفوس أو أن تلة كبيرة قد سُوت بالأرض. وقد أدى هذا بالعديد من الباحثين إلى تجاهل رواية يوسيفوس وتحديده لموقع عكرا واقتراح عدة مواقع بديلة. وقد طُرحت تسعة مواقع مختلفة على الأقل داخل وحول البلدة القديمة في القدس منذ 1841، عندما اقترح إدوارد روبنسون المنطقة القريبة من كنيسة القيامة كموقع لعكرا.

### جنوب الهيكل

#### مجمع محصن في مدينة داود
تشير المصادر المتاحة إلى أن عكرا كانت تقع جنوب الهيكل، ولكون سفر المكابيين الأول هو وصف معاصر لثورة المكابيين، فإن روايته عن عكرا (1: 35-38) تعتبر الأكثر موثوقية. يقدم يوسيفوس رواية غير متوقعة عن نقض التلة التي كانت تقع عليها عكرا، إلا أن وصفه لنهاية الثورة الكبرى (70 م) يقدم دليلاً إضافياً على وقوعها جنوب جبل الهيكل:
...ولكن في اليوم التالي أشعلوا النار في مخزن المحفوظات، وفي عكرا، وفي مجلس النواب والمكان المسمى أوفلاس [الإنجليزية]؛ وفي ذلك الوقت امتد الحريق حتى قصر الملكة هيلينا الذي كان في وسط عكرا؛— فلافيوس يوسيفوس، الحرب اليهودية 6:354
وبما أن المباني الأخرى المذكورة في هذه الرواية تقع جميعها إلى الجنوب في المدينة السفلى، فإن هذا يجعل عكرا هناك أيضاً. وتشهد هذه الرواية على استمرار اسم «عكرا» في هذا الجزء من القدس بعد سنوات عديدة من انتهاء الحكم الهلنستي وإسقاط قلاعه، ويمكن أيضاً اعتبارها إشارة لا إلى مبنى مميز بل إلى منطقة بأكملها من المدينة. في الواقع، يمكن قراءة عدة فقرات في سفر المكابيين الأول على أنها تشير إلى نقطة مماثلة:
«فسقط من جيش نكانور [الإنجليزية] نحو خمسة آلاف رجل، وفر الباقون إلى مدينة داود.» — سفر المكابيين الأول 7: 32.
«وفي أيامه تم النجح على يديه بإجلاء الأمم عن البلاد وطرد الذين في مدينة داود بأورشليم، وكانوا قد بنوا لأنفسهم قلعة يخرجون منها وينجسون ما حول الأقداس ويفسدون الطهارة إفساداً عظيماً.» — سفر المكابيين الأول 14:36.
يشير هذا إلى أنه بعد نهب القدس على يد أنطيوخوس الرابع في 168 ق.م.، أعيد بناء جزء على الأقل من مدينة داود الواقعة إلى الجنوب من جبل الهيكل كحي هيلينستي محصن في القدس. ولم تكن مجرد قلعة، بل كانت مستعمرة مقدونية يعيش فيها المنشقون اليهود ومؤيدو النظام الجديد. ويدعم هذا أيضاً الأدلة الأثرية، بما في ذلك مقابض الأمفورات الرودسانية و18 قبراً صندوقياً عُثر عليهم على المنحدر الشرقي لمدينة داود. يعود تاريخ القبور إلى أوائل القرن الثاني الميلادي، وهي غير معهودة بالنسبة لممارسات الدفن اليهودية في عصر الهيكل الثاني، ولكنها تشبه المقابر الهلنستية الأخرى المعروفة مثل تلك الموجودة في عكا (بتوليمايس).

#### القلعة المرتبطة بالمجمع
حتى مع إطلاق اسم «عكرا» على الحي الهلنستي بأكمله وليس على مجرد قلعة، فمن المحتمل أن تكون هناك قلعة قائمة داخل هذا المجمع لحماية الحامية المقدونية التي احتلته. كان من الطبيعي أن يكون للمدينة الهلنستية معقل محصن عند أو بالقرب من أعلى نقطة في المنطقة المسورة. وهكذا، سواء كانت القلعة جزءاً من جيب أكبر أو مستقلة عن محيطها، فمن المحتمل أنها كانت تقع في الطرف الشمالي لمدينة داود جنوب جبل الهيكل. حاول علماء الآثار استخدام الآثار من الحفريات التي أجريت في المنطقة لتحديد الموقع الدقيق لهذه القلعة.
في الزاوية الجنوبية الشرقية لجبل الهيكل

حاول يورام تسافرير [الإنجليزية] تحديد عكرا تحت الركن الجنوبي الشرقي من سياج جبل الهيكل الهيرودي الأخير. يشير تسافرير إلى التماس العمودي المستقيم في الجدار الحجري الشرقي للسياج كدليل على فترات مختلفة من البناء. حيث يوجد جزء قديم من الجدار شمال خط التماس مبني من كتل كبيرة من الحجارة. هذه الكتل لها جوانب ذات حواف مطوعة حول صرة بارزة، وووضعت في صفوف متجانسة للرؤوس والجوانب، واحدة فوق الأخرى. هذا النمط من البناء هو الهلنستي المتميز عن البناء الهيرودي الظاهر جنوب خط التماس. على الرغم من أن التاريخ الدقيق لهذا البناء غير مؤكد، فإن تسافرير يعتقد أنه من بقايا أساسات عكرا التي دُمجت لاحقاً في امتداد هيرودس الكبير لساحة الهيكل. وكدليل إضافي، يشير تسافرير أيضاً إلى تشابه كبير بين أساليب البناء الواضحة شمال خط التماس، بما في ذلك استخدام الحجارة شبه المنحرفة، مع الأساليب المستخدمة في مدينة برجا السلوقية [الإنجليزية] في آسيا الصغرى. ينسب سفر المكابيين الأول 1:30 بناء عكرا إلى أبولونيوس، «كبير الجباة» لأنطيوخوس الثالث (بالعبرية: שר-המיסים، سار حميسيم)، والذي يبدو أنه ترجمة محرفة قديمة أو لقبه الأصلي كوزير (بالعبرية: שר، سار) من الميسيين [الإنجليزية]، شعب من آسيا الصغرى.
كما اقتُرحت عدة صهاريج تحت امتداد جبل الهيكل الهيرودي باعتبارها آثار محتملة للقلعة السلوقية. وهي تحوي 700,000 غالون إمبراطوري (3,200,000 لتر؛ 840,000 غالون أمريكي) صهريج على شكل حرف E، وتتاخم الحافة الشمالية منها الخط الجنوبي المقترح لمنطقة جبل الهيكل قبل التوسع الهيرودي. وقد حُددت على أنها «بئر حقر» أو «بور حقر» المذكورة في المشناه، سفر عيروبين [الإنجليزية] 10.14، وسادت ترجمتها، ربما بالخطأ، على أنها «البئر الباردة».
جنوب بوابات خلدة

يعتقد مائير بن دوف أن عكرا تقع جنوب بوابات خلدة [الإنجليزية] مباشرة على الجدار الجنوبي لساحة جبل الهيكل الهيرودي. كشفت أعمال التنقيب التي قام بها بنيامين مازار في عامي 1968 و1978 في منطقة أوفيل، وهي المنطقة المجاورة للجزء الجنوبي من الساحة، عن أساسات هيكل ضخم وصهريج كبير، ربما يرجع تاريخهما إلى الفترة الهلنستية. وقد حُددت في البداية على أنها أطلال عكرا، حيث يضم الهيكل صفوفاً من الغرف الصغيرة المترابطة، ويُعتقد أنها آثار ثكنة. وقد نُقضت وأُعيد بنائها خلال الفترة الحشمونية، بما يتوافق مع الأوصاف الموجودة في رواية يوسيفوس. سويت مباني الحشمونيين بدورها بالأرض لإنشاء ساحة عامة أمام البوابات الرئيسية لساحة الهيكل أثناء التجديدات الهيرودية.

#### حفريات موقف جفعاتي
أعلنت هيئة الآثار الإسرائيلية عن احتمال اكتشاف الموقع القديم لعكرا في نوفمبر 2015. ادعى علماء الآثار دورون بن عامي ويانا تشيخانوفيتس وسالومي كوهين أثناء التنقيب في موقف جفعاتي جنوب غرب جبل الهيكل وشمال غرب مدينة داود، أن مجمع الغرف والجدران المحصنة التي اكتشفوها حُددت على أنها عكرا المذكورة في المصادر الأدبية. ومع ذلك، فإن هذا التحديد من شأنه أن يجعلها جنوباً قليلاً من المواقع المقترحة مسبقاً للهيكل الموجود على أوفيل. تشمل الاكتشافات جدراناً مُحصنة، وبرج مراقبة بقياس 4 × 20 م وأحدور. عُثر على رؤوس سهام برونزية وأحجار مقاليع من الرصاص وأحجار عرادة في الموقع، مختومة برمح ثلاثي الشعب، وهو شعار أنطيوخوس الرابع إبيفانيس. وهذا يدل على الطبيعة العسكرية للموقع والجهود المبذولة للسيطرة عليه. أسفرت أعمال التنقيب أيضاً عن عملات معدنية من عهد أنطيوخوس الرابع حتى أنطيوخوس السابع، بالإضافة إلى عدد كبير من مقابض الأمفورات الروديسية المختومة.
لقد شككت لين ريتماير [الإنجليزية] في موقع جفعاتي نظراً لكونه منخفضاً جداً على التل بحيث لا يطل على جبل الهيكل، كما هو موصوف في المصادر الأدبية.

### شمال الهيكل
لم تكن عكرا المعقل الهلنستي الأول في القدس. وتشير المصادر إلى أن قلعة سابقة، وهي قلعة باريس البطلمية، كانت قد احتلت أيضاً موقعاً يطل على حرم المعبد. على الرغم من أن الموقع الدقيق لباريس لا يزال محل جدل، فمن المقبول عموماً أنه كان يقع شمال جبل الهيكل في الموقع الذي شغله فيما بعد حصن أنطونيا [الإنجليزية]. سقطت باريس في يد أنطيوخوس الثالث في مطلع القرن الثاني قبل الميلاد، وهي غائبة عن جميع روايات ثورة المكابيين. على الرغم من الروايات التي تقول إن مدينة عكرا قد بٌنيت في فترة زمنية قصيرة جداً، فإنها كانت ضخمة بما يكفي لتحمل فترات طويلة من الحصار. هذه العوامل، إلى جانب المراجع التي كانت تُطلق على باريس نفسها اسم عكرا، دفعت البعض إلى اقتراح أن باريس وعكرا كانتا في الواقع نفس البناء. على الرغم من أن كلا من سفر المكابيين الأول ويوسيفوس يبدو أنهما يصفان عكرا بأنها بناء جديد، فإن هذا ربما لم يكن هو الحال. يمكن ترجمة المذكور في آثار اليهود 12: 253 لإعطاء معنى أن «الأشرار أو الآثمين» «بقوا» بدلاً من «سكنوا» في القلعة، وهو ما يمكن أن يُفهم على أنه يعني أن عكرا كانت لا تزال قائمة قبل الثورة وأن الحامية المقدونية فقط هي التي كانت مستحدثة.
يقترح كوين ديكوستر أن يوسيفوس كتب عن «قلعة في الجزء السفلي من المدينة» لجمهور كان على دراية بالقدس في القرن الأول الميلادي - وهي المدينة التي تضم قلعتين: قلعة أنطونيا والقصر الهيرودي. وبما أن القدس الرومانية في عهد يوسيفوس كانت قد توسعت بالفعل إلى التل الغربي الأعلى، فمن الممكن أن تشير عبارة «قلعة في المدينة السفلى» إلى أي شيء يقع شرق وادي تيروبيون، بما في ذلك أنطونيا التي كانت تقع شمال الهيكل وتجاوزه ارتفاعاً بالفعل وتطل عليه. ومن وجهة نظره، هذا هو المكان الذي كان يدور في ذهن يوسيفوس عندما كتب عن عكرا.
ويرى معارضو الموقع الشمالي أن هذا الموقع غير مدعوم بالمصادر التاريخية، وأن هذا من شأنه أن يجعل عكرا بعيدة عن المركز السكاني في القدس. ولم يكن المقصود من تشييدها الدفاع ضد التهديد الخارجي، على عكس سابقاتها ولاحقاتها من القلاع، بل للإشراف على الأجزاء اليهودية المأهولة بالمدينة، وهو دور لا يتوافق مع الموقع الشمالي المقترح.

### التل الغربي
حاول العديد من الباحثين جعل عكرا في المدينة العليا على التل الغربي للقدس، ضمن المنطقة التي يشغلها حالياً الحي اليهودي في البلدة القديمة. تسعى هذه المقترحات إلى تحديد موقع عكرا داخل أنطاكية، المدينة الهلنستية التي أنشئت في القدس وفقاً للمكابيين الثاني. كان من الممكن أن تكون هذه المدينة الجديدة التخمينية وفق مخطط هيبوداموس، وبالتالي كانت ستتطلب مساحة مسطحة من الأرض لا يمكن أن يوفرها سوى التل الغربي. علاوة على ذلك، فإن الحافة الشرقية للتلة تجاور جبل الهيكل وأعلى ارتفاعاً – وهما خاصيتان منسوبتان إلى القلعة السلوقية.
يشير معارضو هذا الموقع المقترح إلى أن هناك القليل جداً من الأدلة الأثرية أو التاريخية التي تدعم إنشاء مدينة هلينستية داخل القدس، ناهيك عن موقعها على التل الغربي الذي يبدو أنه كان قليل السكان خلال الفترة الهلنستية. تعرض الحفريات في الحي اليهودي الحالي أدلة على الاستيطان من فترة الهيكل الأول، بالإضافة إلى المستوطنة الحشمونية والهيرودية المتجددة، في حين تعرض أدلة قليلة على الاحتلال الهلنستي. كشفت الأبحاث حول تناثر مقابض الأمفورات الروديسية المختومة أن أكثر من 95% من هذه المقابض الموجودة في القدس نُقب عنها في مدينة داود، مما يشير إلى أن المدينة لم تتوسع بعد إلى التل الغربي خلال الحكم السلوقي. علاوة على ذلك، كان وادي تيروبيون شديد الانحدار يفصل التل الغربي عن جبل الهيكل ومدينة داود، وهو ما يُشكل عقبة تكتيكية واضحة لأي قوة قد تكون مطلوبة للتدخل في الأحداث داخل حرم الهيكل أو القطاعات الشرقية المكتظة بالسكان من القدس.

## نقش ذو صلة محتملة
قد يأتي دليل إضافي على وجود عكرا من اكتشاف نقش يوناني مجزأ في البلدة القديمة بالقدس، نشره شيمون أبلباوم. عبارة عن قطعة من الجزء العلوي من شاهد من الحجر الرملي، تحتوي على ما قد يكون قسماً أداه الجنود المتمركزون في عكرا، على الرغم من أن قراءة اسم «أكرا» في النص كانت موضع خلاف.